# ライトウインズ阿見
ライトウインズ阿見（ライトウインズあみ）は、日本中央競馬会 (JRA) が2014年3月29日に開設した場外勝馬投票券発売所である。正式名称は阿見場外勝馬投票券発売所（あみじょうがいかちうまとうひょうけんはつばいしょ）。

## 概要
同施設は茨城県稲敷郡阿見町の「阿見吉原土地区画整理事業・東工区45街区（正式な住所は「茨城県稲敷郡阿見町よしわら1丁目1番地1」）」に設置されるもので、同郡美浦村にある美浦トレーニングセンターからほど近い所に位置する。圏央自動車道の阿見東インターチェンジを下りてすぐの場所にあり、すぐ近くにも大型商業施設「あみプレミアム・アウトレット」があることから、そこへの利用者を含めた客層を主たる顧客として想定している。
また本施設は「レース中継映像（及びオッズ情報）の提供を行わない・売店設備のない、非滞留型発売店舗」（いわゆる「ミニ場外」）と位置づけ、従来の「ウインズ」（パークウインズ=競馬場を含む）との区別のため、「ライトウインズ」という愛称を使用する。JRAは「ライトは小さな、手軽なという意味をもつことからとったもので、これまでとは異なる中央競馬への参加スタイルを提案するもの」と定義している。当施設は開業後から当面の間試行で運用する。
2016年7月29日には同年8月より建替え工事を行い、2017年秋の竣工を目指すことが発表された。隣接する敷地に新施設を建設し、新施設完成までは現状の施設をそのまま使い営業を続行すること、新施設でもレース映像・オッズ情報の提供を行わない旨も発表されている。その後2017年7月29日にリニューアルオープンした。発売窓口数を従来の倍となる12窓に拡大する他、駐車場も従来の倍以上になる205台が駐車可能となる。

## 施設の概要
原則として開館時間・発売・払戻は9:20 - 16:45 (JST)。ただし混雑が想定される開催日には発売競走を制限する場合がある。
都内にある中央競馬のWINS（場外馬券売場）に比較して規模が非常に小さいことからか、場内には車で1時間ほどの場所にあるサテライト成田に併設の「J-PLACE成田」（船橋競馬場の場外馬券売場）で中央競馬の馬券を販売しているポスターが掲示されている。

### 初代
- 敷地面積 2251.24m2
- 建築面積 193.8724m2
- 木造平屋建て

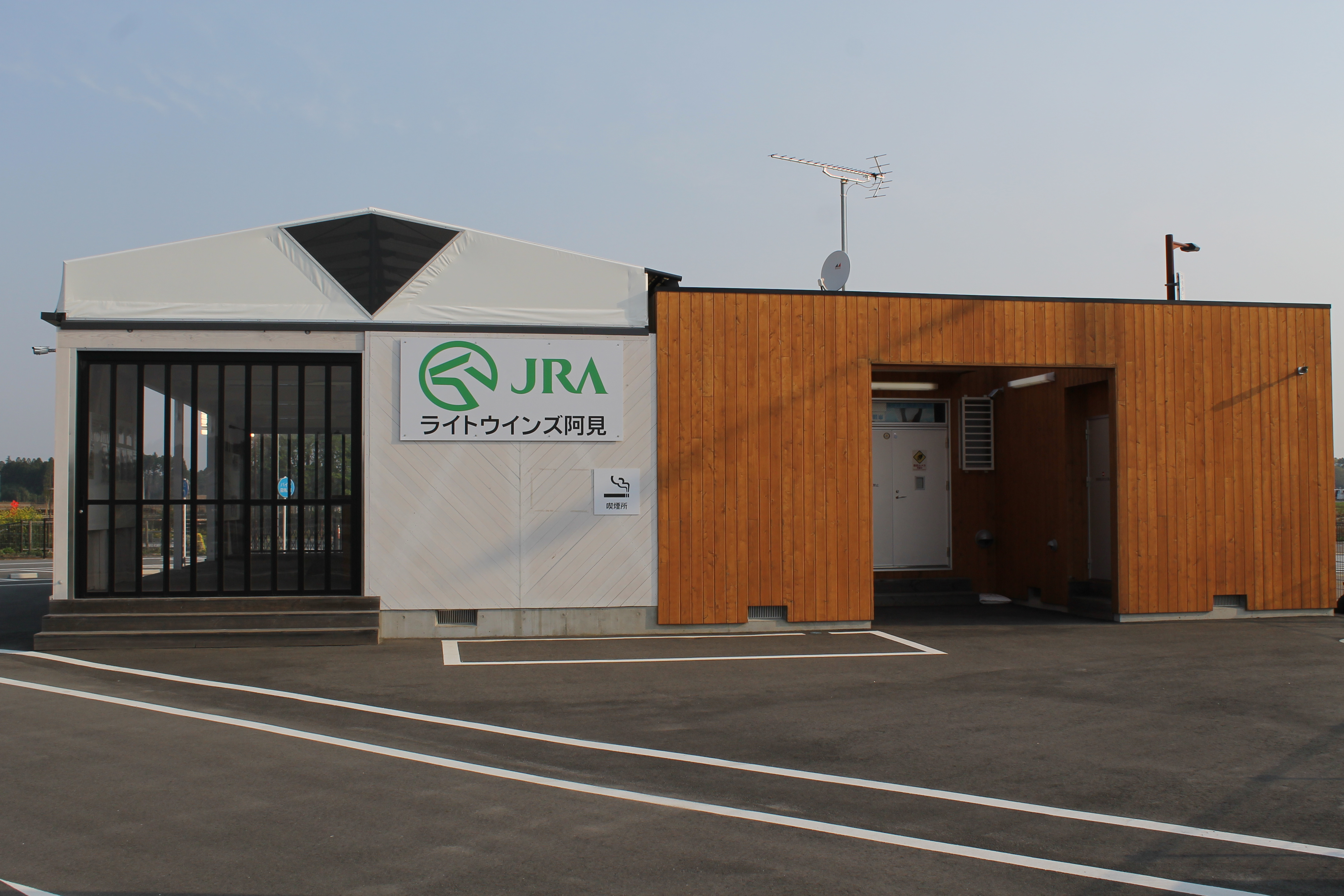
初代ライトウインズ阿見（2015年）

- 発売窓口 6窓（自動発売機、自動発売・払い戻し兼用機をそれぞれ3窓）
- 駐車場スペース99台分

### 二代目
出典:
- 敷地面積 8,364m2
- 建築面積 667.08m2
- 鉄骨造平屋建
- 発売窓口 12窓
- 駐車場スペース205台分